# Raid di Tondern
Il raid di Tondern fu il primo attacco aereo della storia condotto tramite una portaerei; venne effettuato il 19 luglio 1918 dall'aviazione navale inglese sulla base aerea tedesca di Tondern, oggi in territorio danese.

## Lo scenario

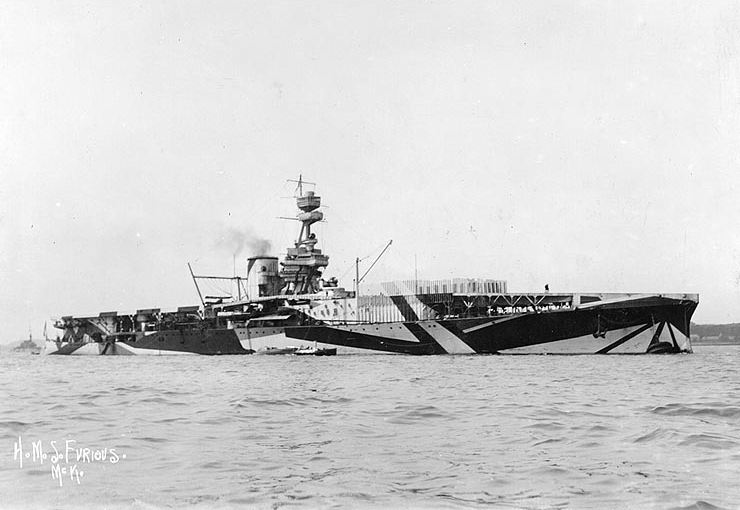
La Furious nel 1918 con lo schema mimetico, esteso alle palizzate in legno di protezione al ponte di volo.

Durante tutta la prima guerra mondiale i dirigibili Zeppelin furono una costante minaccia per le forze navali alleate in generale e per l'Inghilterra nel suo stesso territorio metropolitano. In particolare la base di Tondern, all'epoca in territorio tedesco e oggi danese, era una delle più grosse basi con hangar di dimensioni ragguardevoli; in particolare Toska di 275x45 m ed alto 72 m poteva ospitare due dirigibili di grosse dimensioni, circa 70x23 m; altri due più piccoli erano Toni e Tobias, di 200 m di lunghezza, ed in grado di ospitare un'aeronave ciascuno. Poiché all'epoca non esistevano né radar né aerei a lungo raggio, i dirigibili, già in grado di effettuare trasvolate di migliaia di chilometri portando un carico utile, erano in grado di pattugliare e colpire per mare e per terra, soprattutto di notte, con la garanzia della quasi assoluta impunità.

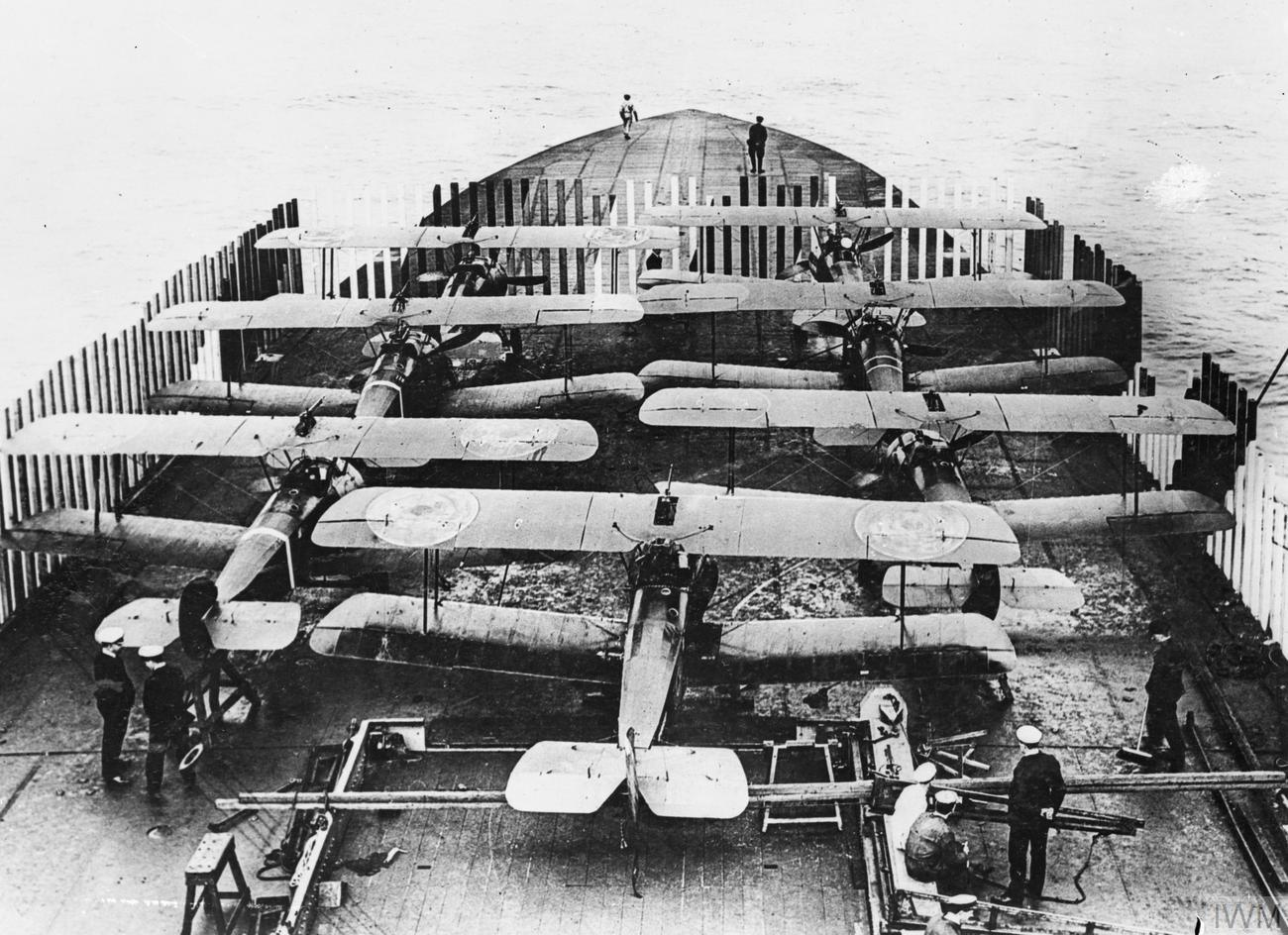
I Sopwith Camel pronti all'azione sul ponte della Furious prima del raid su Tondern

Pertanto il modo più efficace di eliminare la minaccia consisteva nel colpire le loro basi e questo divenne possibile solo quando comparve la portaerei, arma offensiva capace di arrivare ad una distanza dall'obiettivo compatibile con l'autonomia dei velivoli, recuperarli e tornare alla base. I nuovi Sopwith Camel 2F.1 avevano una autonomia estesa rispetto alla versione precedente per cui si prese in seria considerazione un attacco dall'aria con partenza dalla "nuova" HMS Furious appena rientrata in squadra dopo la sua trasformazione integrale in portaerei. La nave era stata dotata in origine di un ponte di volo di 49 m davanti alla sovrastruttura. Il ponte permetteva agli aerei di decollare e con molta più difficoltà di atterrare, mentre solo durante i lavori iniziati nel novembre 1917 e terminati a marzo 1918 era stato aggiunto il ponte posteriore di 91 m con hangar sottostante che permetteva un miglior spazio di atterraggio; per contro una turbolenza che veniva generata dalla sovrastruttura torre di comando/fumaiolo rimasta al suo posto anche dopo la trasformazione rendeva molto pericoloso l'atterraggio se il vento superava i 10 nodi e pertanto non era permesso l'atterraggio sul ponte posteriore. Gli aerei, grazie alla loro ridotta velocità di stallo, si affiancavano alla nave e praticamente piombavano sul ponte con uno scivolamento laterale simile a quello dei Sea Harrier. I due ponti vennero collegati da larghe passerelle che aggiravano la sovrastruttura permettendo lo spostamento di velivoli con le ali ripiegate da un ponte all'altro. Per le operazioni venne utilizzato un numero considerevole di innovazioni tecniche, come l'appontaggio frenato da ganci, poi abolito per la ridotta velocità di atterraggio dei velivoli; vennero sperimentati pattini al posto dei carrelli per evitare lo sbandamento laterale, salvo tornare a questi ultimi per la fragilità dei pattini non ammortizzati e la durezza degli atterraggi. Presso la Royal Naval Air Station (RNAS) Isle of Grain venne creata una struttura riproducente il ponte della Furious sulla quale furono effettuate molte prove con danni a vari aerei, ma accumulando una considerevole esperienza che venne poi messa in pratica nell'operazione.
Nel frattempo il Royal Flying Corps si era fuso con il Royal Naval Air Service nella neonata Royal Air Force e i piloti del nuovo servizio stavano crescendo con l'addestramento di nuovi piloti. La difficoltà dell'operazione come era stata ideata consisteva principalmente nel fatto che doveva essere effettuata una navigazione notturna all'andata ed al ritorno, con decollo dalla portaerei ed ammaraggio vicino ad essa, visto che l'idea di appontaggio notturno non poteva essere presa in considerazione. I piloti sarebbero poi stati ripescati dalle navi di scorta. Venne effettuato un addestramento con un reale bombardamento sull'aeroporto di Turnhouse, in un'area sulla quale erano stati marcati i contorni degli hangar di Tondern. La forza d'attacco doveva essere composta da otto Camel, ma uno dei piloti addestrati, il Flight Commander Moore, venne destinato a comandare la nuova base aerea RAF di Turnhouse, e non c'era tempo per addestrare un rimpiazzo per cui si ridusse a sette il numero degli aerei per l'azione.
La Furious sarebbe partita da Rosyth ed avrebbe avuto una scorta diretta della Harwich Force, la forza di navi leggere veloci di stanza ad Harwich; nello specifico il gruppo incaricato era denominato Force A, e comprendeva otto cacciatorpediniere della 13th Flotilla e il 1st Light Cruiser Squadron con gli incrociatori HMS Caledon, HMS Galatea, HMS Royalist, HMS Phaeton ed HMS Inconstant. Come protezione distante sarebbe stata in mare anche la Force B comprendente il 1st Battle Squadron con le nuove navi da battaglia della classe Revenge (nota anche come classe R) Revenge, Royal Sovereign, Ramillies, Royal Oak e Resolution, il 7th Light Cruiser Squadron con gli incrociatori HMS Carysfort, Aurora, Penelope ed Undaunted ed una scorta di cacciatorpediniere.

## L'attacco

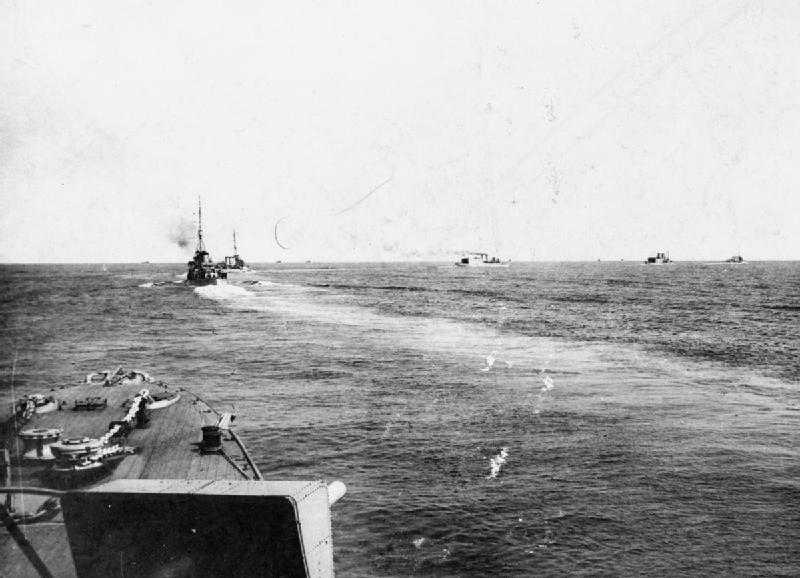
Una parte della formazione in navigazione verso Tondern; si vedono alcuni incrociatori e le navi trasporto aerei HMS Engadine e HMS Vindex.

Il 18 luglio con la portaerei britannica HMS Furious in navigazione a 18,5 nodi e la prua al vento, una tempesta non permise il decollo dei velivoli, e la missione venne rimandata di 24 ore. Pertanto la Furious, protetta dai cinque incrociatori della Forza A, HMS Caledon, HMS Galatea, HMS Royalist, HMS Phaeton ed HMS Inconstant, ed alcuni cacciatorpediniere, tra cui HMS Violent e HMS Viceroy, portò i nove biplani Sopwith Camel a distanza utile dalla base nella notte del 19 luglio ad 80 miglia a nord-ovest di Tondern. Secondo gli ordini operativi non doveva essere violata la neutralità del territorio danese.
I biplani, divisi in due ondate di tre e quattro velivoli, armati con 2 bombe Cooper da 50 libbre (circa 25 kg) poste in rastrelliere sotto l'abitacolo, decollarono dalle 03:00 alle 03:20; il capitano Thyne ebbe problemi al motore e rientrò verso la formazione navale, ammarando e venendo ripescato dal cacciatorpediniere Viceroy. Gli altri salirono dapprima ad una quota di 5000 piedi e poi a 6000 per il tratto finale ed il primo gruppo arrivò sul bersaglio alle 04:35. Ad iniziare dal capitano Dickson, i piloti attaccarono la base costituita da tre hangar e relative piste di volo, iniziando poi il rientro alla squadra; il secondo volo avvistò il campo alle 04:45, ed attaccò questa volta sotto il tiro della contraerea; il bilancio fu la distruzione dell'hangar più grande con due dirigibili, precisamente l'L54 e l'L60, e il danneggiamento di uno dei due più piccoli (Tobias) con un pallone all'interno.

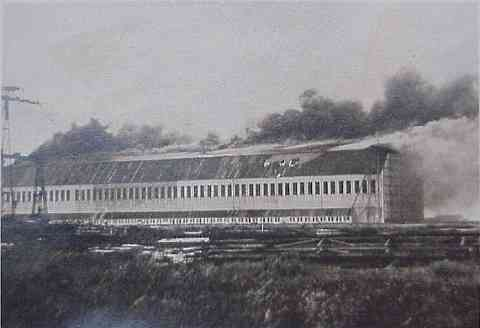
L'hangar Toska in fiamme il giorno 19 subito dopo l'attacco.

All'epoca gli atterraggi notturni su portaerei erano di estrema difficoltà e non vennero neanche tentati. Non tutti i velivoli rientrarono verso la Furious che nel frattempo era rientrata sotto la protezione della Forza B: il primo aereo pilotato dal capitano Dickson avvistò i cacciatorpediniere di schermo al largo del faro di Lyndvig alle 05:45; alcuni piloti ammararono vicino alle navi e vennero recuperati dalle navi di scorta, altri, come il capitano Jackson e il tenente Williams, atterrarono sulla costa finendo internati dalle autorità danesi da cui Williams riuscì a fuggire. Solo un pilota, il diciannovenne tenente di vascello Yeulett, morì nell'ammaraggio forzato e il 24 luglio i rottami del suo aereo arrivarono a terra vicino Havrvig mentre il suo corpo venne ritrovato sulla costa il 28 presso Argab.

## Conseguenze
L'operazione, il cui nome in codice era F7, fu un successo e pose fine all'operatività di Tondern come base per i dirigibili. Una analoga operazione da tenersi sempre in giugno, la F6, era stata annullata a causa dei forti venti. Yeulett venne decorato alla memoria con la Distinguished Flying Cross, insieme agli altri piloti Dawson, Jackson e Williams, mentre i rimanenti equipaggi ricevettero il Distinguished Service Order.
Le esperienze accumulate durante le operazioni furono preziose per lo sviluppo futuro delle portaerei, e le nuove navi britanniche di questo genere, a cominciare dalla HMS Argus che venne completata nel settembre 1918 e la HMS Hermes entrata in servizio nel 1923, vennero dotate di un ponte continuo per le operazioni di volo, con a bordo i Sopwith 1½ Strutter sperimentati insieme ai Pup ed ai Camel alla RNAS Isle of Grain; inoltre nel 1924 venne riformata l'aviazione navale come Fleet Air Arm. Queste sperimentazioni, che vennero presto imitate in altre parti del mondo, ed in special modo dalla marina degli Stati Uniti e da quella giapponese permisero alle portaerei, con l'incremento delle prestazioni e del carico utile degli aerei, di divenire finalmente delle vere armi strategiche soppiantando la nave da battaglia come strumento di potere navale per la proiezione di potenza.